# Niu Xiaoyu
Niu Xiaoyu (xinès simplificat: 牛小雨) (Hefei 1983 - ) és una productora i directora de cinema xinesa.

## Biografia
Niu Xiaoyu va néixer l'any 1983 a Hefei, província d'Anhui (Xina). Es va traslladar a viure amb els seus avis als 6 anys i va estudiar a una escola local del centre de Hefei.  
Quan es preparava per a l'examen d'admissió a l'Acadèmia de Cinema de Pequín, Niu, va fer estudis d'art a Wangjing, al districte de Chaoyang. A l'Acadèmia va estudiar cinema d'animació i vídeo experimental.

#### Trajectòria cinematogràfica
Va començar la seva carrera cinematogràfica amb dos curtmetratges, rodats a casa seva. El 2013 "鱼花塘 " (Yuhua Pond) i el 2017 "青少年抑制" (Youth Inhibitions). El primer va ser seleccionat a el 10è festival de cinema independent i el segon al festival Xining FIRST el juliol de 2018.
L'any 2021 va rodar el seu primer llargmetratge, "不要再见啊，鱼花塘", (Buyao Zaijian a, Yuhua Tang) traduït com "Virgin Blue". La majoria de les escenes interiors de la pel·lícula es van rodar a la casa on vivien Niu i els seus avis, i l'espai exterior era el Yuhuatang davant de la casa, un parc de la ciutat amb que la gent de Hefei està molt familiaritzada. Les dues actrius que interpreten els dos papers, Yezi (叶子) i Zheng Shengzhi (郑圣芝), apareixen a les tres pel·lícules; un és l'alter ego, l'altre l'àvia del director. Niu va explicar les dificultats econòmics per poder fer realitat el projecte: " Aquesta pel·lícula es va completar amb gairebé tots els estalvis de la família i que durant el rodatge, tot l'equip no sabia que la mare de Niu va vendre la casa familiar per tal de donar suport al somni de la seva filla."
El film explica la història de Yezi: "Després de la seva graduació, Yezi torna a casa per tenir cura de la seva àvia. És estiu i tot està ple de records que, fins aleshores, havia preferit oblidar. Però la realitat xocant està disposada a despertar-la quan descobreixi que la seva àvia ja no és la d'abans, ni tampoc la seva memòria. Entre fantasmes del present i el passat, haurà de discernir entre allò real i allò imaginat per destapar la veritable història després de la seva pròpia família."
La pel·lícula ha participat en diversos festivals internacionals, com Filfest Hamburg del 2022, el REC Festival Internacional de Tarragona a la secció oficial del 10th Edition Film Festival de Barcelona i està previst la projecció al 76è Festival de Locarno. La pel·lícula es va estrenar a Catalunya el 2021, amb una versió subtitulada al català. També va guanyar el premi Spirit of Freedom, que pretén homenatjar pel·lícules experimentals amb estètica avantguardista, al 15è FIRST Festival Internacional de Cinema de Xining, província de Qinghai.
Niu ha manifestat que son les pel·lícules del director taiwanes Hou Hsiao-hsien les que han exercit la major influència en la seva creació cinematogràfica.